# Sele, Šentjur
Sele este o localitate din comuna Šentjur, Slovenia, cu o populație de 33 de locuitori.